# Christine De Luca

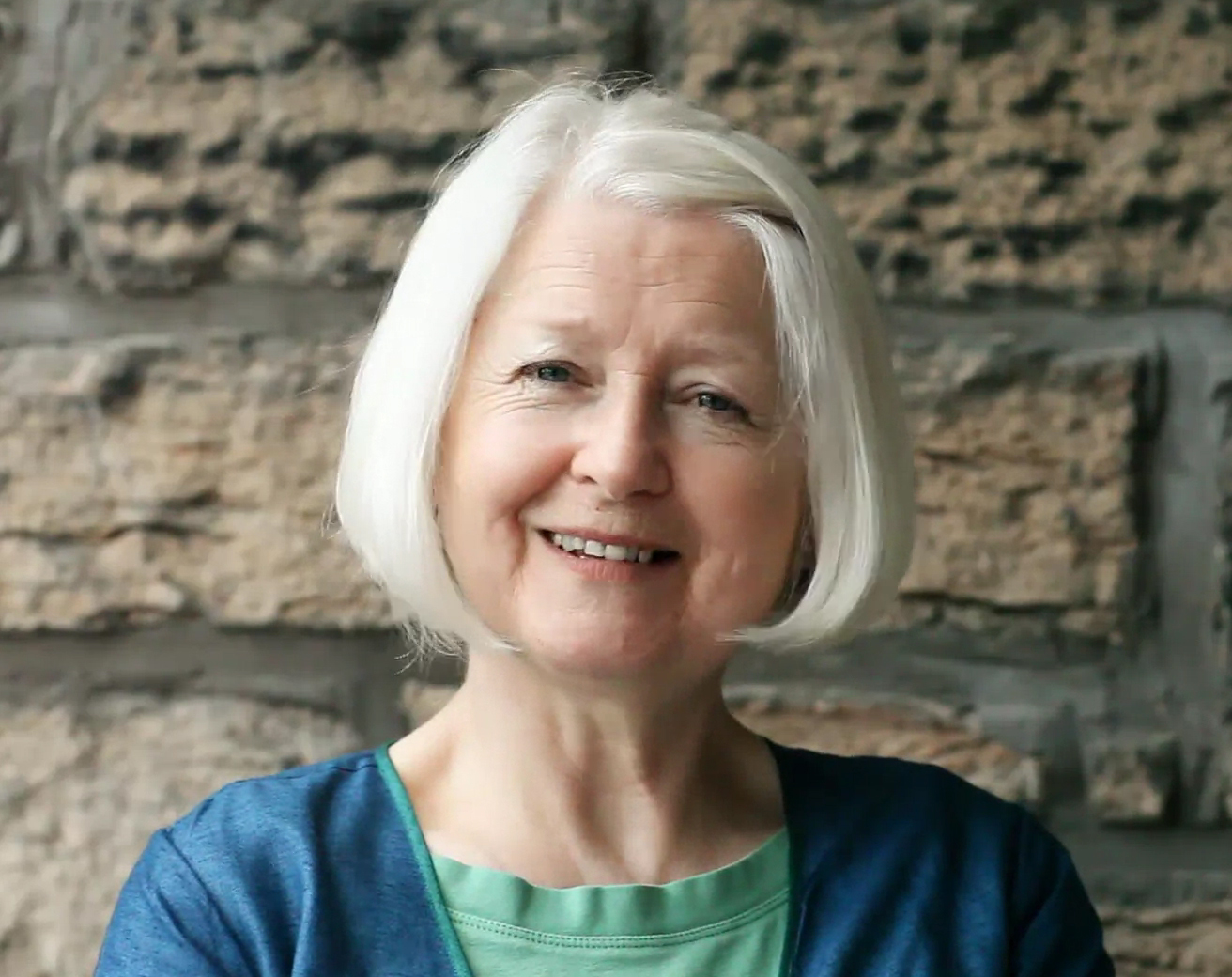
Christine De Luca, 2014

Christine De Luca (geboren am 4. April 1947) ist eine schottische Poetin und Schriftstellerin von den Shetland-Inseln, die sowohl in Englisch als auch im Dialekt Shetlands schreibt. Ihre Stücke wurden in viele Sprachen übersetzt. Sie wurde von 2014 bis 2017 zur Dichterin bzw. zur Makar von Edinburgh ernannt. De Luca ist eine globale Fürsprecherin für den Dialekt der Shetland-Inseln und die Literatur der nördlichen Inseln Schottlands.

## Frühes Leben und Ausbildung
De Luca wurde als Christine Pearson in Walls auf den Shetland-Inseln geboren. Ihr Vater, Sandy Pearson, war der Direktor der Happyhansel Primary School in Shetland. De Luca zog als junge Erwachsene zum Studieren an der University of Edinburgh nach Edinburgh. Nach ihrem Abschluss unterrichtete sie mehrere Jahre an weiterführenden Schulen und machte 1980 einen Master im Fach Educational Research.

## Karriere als Schriftstellerin
Die ersten drei Gedichtsammlungen De Lucas wurden von der Shetland Library veröffentlicht. Ihre erste Sammlung, Voes and Sounds, wurde 1994 und ihr zweites Werk, Wast Wi Da Valkyries, 1997 veröffentlicht. Beide Sammlungen gewannen den Shetland Literary Prize. Eine dritte Sammlung, Plain Song, wurde 2002 in Shetland und Edinburgh veröffentlicht.
2004 veröffentlichte die Hansel Co-operative Press De Lucas Broschüre Drops in Time’s Ocean. Ein bilingualer Band von De Lucas Gedichten wurde 2007 von éditions fédérop, Parallel Worlds (Mondes Parallèles), Poems Translated from English and Shetlandic, veröffentlicht und enthielt ihre ersten vier Gedichtbände und kürzliche Werke. Er wurde von Jean-Paul Blot und De Luca übersetzt und gewann 2007 den Gedichtspreis bei dem 9th Salon International du Livre Insulaire in Ouessant.
De Lucas sechste Gedichtsammlung, North End of Eden, wurde im Jahr 2010 bei Luath Press veröffentlicht. 2011 brachte die Shetland Times De Lucas Roman And Then Forever heraus. Ihre Druckschrift Dat Trickster Sun (Mariscat Press 2014) wurde 2014 bei den Michael Marks Awards for Poetry Pamphlets nominiert. Diese wurde 2015 von Francesca Romana Paci ins Italienische übersetzt (Questo sole furfante) und von Trauben, Torino publiziert.
De Luca wurde 2014 zur Makar (Dichterin) von Edinburgh ernannt und war dort bis 2017 tätig. Ihre Gedichte wurden viermal (2006, 2010, 2013 und 2015) von der Scottish Poetry Library für die jährliche 20 Best Scottish Poems Liste nominiert. De Lucas Werke wurden in mehrere Sprachen übersetzt, unter anderem Französisch, Italienisch, Schwedisch, Norwegisch, Dänisch, Isländisch, Finnisch, Estnisch, Lettisch, Polnisch und Walisisch.

## Fürsprecherin der nördlichen Inseln Schottlands
De Luca ist eine Fürsprecherin des auf den Shetland-Inseln gesprochenen Dialekts und reist international umher, um ihren Dialekt mit ähnlichen linguistischen Kulturen, wie denen Skandinaviens und Islands zu teilen. De Luca ist außerdem Mitbegründerin der Hansel Co-operative Press, einer Non-Profit-Kooperative, die literarische und künstlerische Werke auf den Shetland-Inseln und den Orkney-Inseln unterstützt.
De Luca hat sich darauf konzentriert, ihre Muttersprache durch die Arbeit mit Kindern auf Shetland zu fördern. Sie schrieb Kindergeschichten im Shetland-Dialekt. De Luca übersetzte Roald Dahls George’s Marvellous Medicine in den Dialekt der Shetland-Inseln als Dodie’s Phenomenal Pheesic (Black and White Publishing, 2008). 2016 sind bei Black and White Publishing ebenfalls zwei Bücher von Julia Donaldson erschienen, die von De Luca übersetzt wurden: Da Trow (The Troll) und The Shetland Gruffalo's Bairn, (The Gruffalo's Child).

## Ausgewählte Veröffentlichungen
- 2017, Edinburgh Singing the City, Saltire Society, Gedichtsammlung
- 2014, Dat Trickster Sun, Mariscat Press, Druckschrift
- 2011, And Then Forever, Shetland Times, Roman
- 2010, North End of Eden, Luath Press, Gedichtsammlung
- 2007, Mondes Parallèles Translated from English and Shetlandic by Jean-Paul Blot, éditions fédérop, Gedichtsammlung
- 2005, Parallel Worlds, Luath Press, Gedichtsammlung
- 2004, Drop's in Time's Ocean, Hansel Co-operative Press, Druckschrift
- 2002, Plain Song, The Shetland Library, Gedichtsammlung
- 1997, Wast Wi Da Valkyries, The Shetland Library, Gedichtsammlung
- 1994, Voes and Sounds, The Shetland Library, Gedichtsammlung

## Auszeichnungen und Anerkennungen
- 2014, ernannt zur Edinburgh’s Makar, (2014–2017)[5]
- 2014, nominiert für Michael Marks Awards for Poetry Pamphlets, for Dat Trickster Sun
- 2007, International Book Fair in Ouessant, Gedichtspreis (poetry prize), for Parallel Worlds, poems translated from English and Shetlandic[2]
- 1999, Shetland Literary Prize für Wast Wi Da Valkyries[2]
- 1996, Shetland Literary Prize, für Voce and Sounds[2]